# Prix Pulitzer du dessin de presse

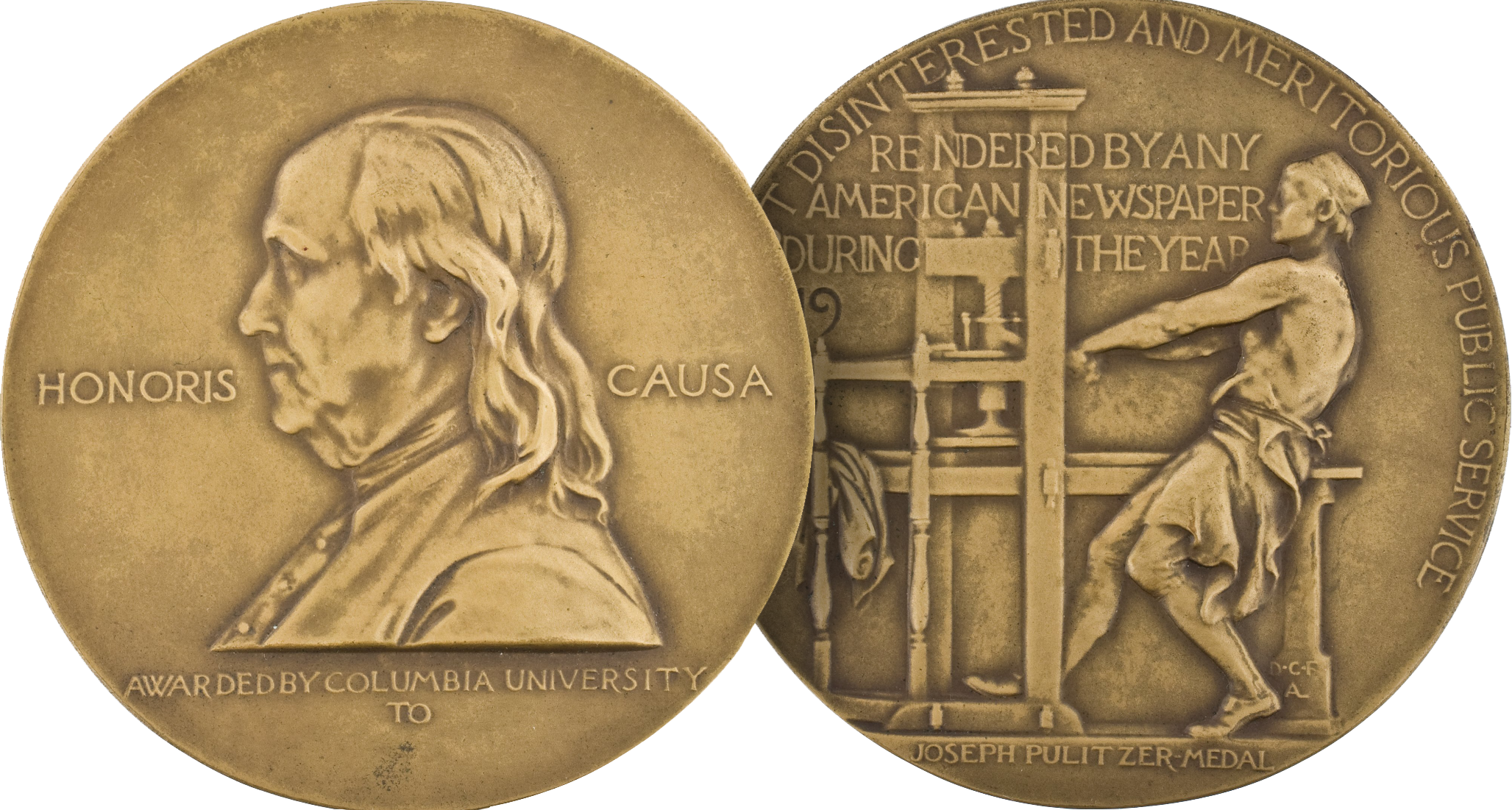
Médailles du prix Pulitzer.

Le prix Pulitzer du dessin de presse (Pulitzer Prize for Editorial Cartooning) est l'un des prix décernés chaque année dans le domaine du journalisme par les membres du comité Pulitzer de l'université Columbia. Créé en 1922, il récompense l'auteur d'un dessin ou d'une série de dessins de presse dont l'originalité, l'efficacité éditoriale et la qualité artistique sont marquantes.
Cinq dessinateurs l'ont reçu trois fois : Rollin Kirby (1922-1929), Edmond Duffy (1934-1940), Herblock (1942-1979), Paul Conrad (1964-1984) et Jeff MacNelly (1972-1985). Seuls deux auteurs de comic strips l'ont obtenu : Garry Trudeau en 1975 pour Doonesbury et Berke Breathed en 1987 pour Bloom County. Depuis les années 1990, le prix est généralement remis à des dessinateurs libéraux.

## Lauréats
Le prix n'a pas été décerné en 1923, 1936, 1960, 1965, 1973 et 2021. Cela arrive lorsqu'aucun finaliste ne parvient à obtenir la majorité absolue des voix du jury. 
| Année | Auteur                             | Support                                           | Travail ou travaux primés |
| ----- | ---------------------------------- | ------------------------------------------------- | --- |
| 1922  | Rollin Kirby                       | New York World                                    | On the Road to Moscow |
| 1924  | Ding Darling                       | The Des Moines Register et The Des Moines Tribune | In Good Old USA |
| 1925  | Rollin Kirby                       | New York World                                    | News from the Outside World |
| 1926  | Daniel R. Fitzpatrick              | St. Louis Post-Dispatch                           | The Laws of Moses and the Laws of Today |
| 1927  | Nelson Harding                     | The Brooklyn Daily Eagle                          | Toppling the Idol |
| 1928  | Nelson Harding                     | The Brooklyn Daily Eagle                          | May His Shadow Never Grow Less |
| 1929  | Rollin Kirby                       | New York World                                    | Tammany |
| 1930  | Charles R. Macauley                | The Brooklyn Daily Eagle                          | Paying for a Dead Horse |
| 1931  | Edmund Duffy                       | The Baltimore Sun                                 | An Old Struggle Still Going On |
| 1932  | John T. McCutcheon                 | Chicago Tribune                                   | A Wise Economist Asks a Question |
| 1933  | H. M. Talburt                      | The Washington Daily News                         | The Light of Asia |
| 1934  | Edmund Duffy                       | The Baltimore Sun                                 | California Points with Pride! |
| 1935  | Ross A. Lewis                      | The Milwaukee Journal                             | Sure, I'll Work for Both Sides |
| 1937  | C. D. Batchelor                    | Daily News (New York)                             | Come on in, I'll treat you right. I used to know your Daddy |
| 1938  | Vaughn Shoemaker                   | Chicago Daily News                                | The Road Back |
| 1939  | Charles G. Werner                  | The Daily Oklahoman                               | Nomination for 1938 |
| 1940  | Edmund Duffy                       | The Baltimore Sun                                 | The Outstretched Hand |
| 1941  | Jacob Burck                        | Chicago Daily Times                               | If I Should Die Before I Wake |
| 1942  | Herblock                           | Newspaper Enterprise Association                  | British Plane |
| 1943  | Ding Darling                       | The Des Moines Register et The Des Moines Tribune | What a Place For a Waste Paper Salvage Campaign |
| 1944  | Clifford K. Berryman               | The Daily Evening Star (Washington D.C.)          | Where Is the Boat Going? |
| 1945  | Bill Mauldin                       | United Feature Syndicate                          | Fresh, spirited American troops, flushed with victory, are bringing in thousands of hungry, ragged, battle-weary prisoner (série Up Front With Mauldin)                                                  |
| 1946  | Bruce Alexander Russell            | Los Angeles Times                                 | Time to Bridge That Gulch |
| 1947  | Vaughn Shoemaker                   | Chicago Daily News                                | Still Racing His Shadow |
| 1948  | Reuben L. Goldberg                 | The Sun (New York)                                | Peace Today |
| 1949  | Lute Pease                         | Newark Evening News                               | Who Me? |
| 1950  | James T. Berryman                  | The Daily Evening Star (Washington D.C.)          | All Set for a Super-Secret Session in Washington |
| 1951  | Reg Mannind                        | Arizona Republic                                  | Hats |
| 1952  | Fred L. Packer                     | New York Mirror                                   | Your Editors Ought to Have More Sense Than to Print What I Say! |
| 1953  | Edward D. Kuekes                   | The Plain Dealer (Cleveland)                      | Aftermath |
| 1954  | Herblock                           | The Washington Post and Times-Herald              | You Were Always a Great Friend of Mine, Joseph! |
| 1955  | Daniel R. Fitzpatrick              | St. Louis Post-Dispatch                           | How Would Another Mistake Help? et l'ensemble de sa carrière |
| 1956  | Robert York                        | The Louisville Times                              | Achilles |
| 1957  | Tom Little                         | The Nashville Tennessean                          | Wonder Why My Parents Didn't Give Me Salk Shots? |
| 1958  | Bruce M. Shanks                    | The Buffalo Evening News                          | The Thinker |
| 1959  | Bill Mauldin                       | St. Louis Post-Dispatch                           | I won the Nobel Prize for Literature. What was your crime? |
| 1961  | Carey Orr                          | Chicago Tribune                                   | The Kindly Tiger |
| 1962  | Edmund S. Valtman                  | The Hartford Times                                | What You Need, Man, Is a Revolution Like Mine |
| 1963  | Frank Miller                       | The Des Moines Register                           | I Said We Sure Settled That Dispute, Didn't We? |
| 1964  | Paul Conrad                        | The Denver Post                                   | Ses travaux de l'année précédente |
| 1966  | Don Wright                         | The Miami News                                    | You Mean You Were Bluffing? |
| 1967  | Patrick B. Oliphant                | The Denver Post                                   | They Won't Get Us To The Conference Table... Will They? |
| 1968  | Eugene Gray Payne                  | The Charlotte Observer                            | Ses travaux de l'année précédente |
| 1969  | John Fischetti                     | Chicago Daily News                                | Ses travaux de l'année précédente |
| 1970  | Thomas F. Darcy                    | Newsday                                           | Ses travaux de l'année précédente |
| 1971  | Paul Conrad                        | Los Angeles Times                                 | Ses travaux de l'année précédente |
| 1972  | Jeff MacNelly                      | The Richmond News Leader                          | Ses travaux de l'année précédente |
| 1974  | Paul Szep                          | Boston Globe                                      | Ses travaux de l'année précédente |
| 1975  | Garry Trudeau                      | Universal Press Syndicate                         | Doonesbury (comic strip) |
| 1976  | Tony Auth                          | The Philadelphia Inquirer                         | O beautiful for spacious skies, For amber waves of grain |
| 1977  | Paul Szep                          | Boston Globe                                      | Ses travaux de l'année précédente |
| 1978  | Jeff MacNelly                      | Richmond News Leader                              | Ses travaux de l'année précédente |
| 1979  | Herblock                           | The Washington Post                               | L'ensemble de son œuvre » |
| 1980  | Don Wright                         | The Miami News                                    | Ses travaux de l'année précédente |
| 1981  | Mike Peters                        | Dayton Daily News                                 | Ses travaux de l'année précédente |
| 1982  | Ben Sargent                        | Austin American-Statesman                         | Ses travaux de l'année précédente |
| 1983  | Richard Locher                     | Chicago Tribune                                   | Ses travaux de l'année précédente |
| 1984  | Paul Conrad                        | Los Angeles Times                                 | Ses travaux de l'année précédente |
| 1985  | Jeff MacNelly                      | Chicago Tribune                                   | Ses travaux de l'année précédente |
| 1986  | Jules Feiffer                      | The Village Voice                                 | Ses travaux de l'année précédente |
| 1987  | Berkeley Breathed                  | The Washington Post Writers Group                 | Bloom County |
| 1988  | Doug Marlette                      | Atlanta Constitution et The Charlotte Observer    | Ses travaux de l'année précédente |
| 1989  | Jack Higgins                       | Chicago Sun-Times                                 | Ses travaux de l'année précédente |
| 1990  | Tom Toles (en)                     | The Buffalo News                                  | Son travail de l'année, à l'image du dessin First Amendment |
| 1991  | Jim Borgman                        | Cincinnati Enquirer                               | Ses travaux de l'année précédente |
| 1992  | Signe Wilkinson                    | Philadelphia Daily News                           | Ses travaux de l'année précédente |
| 1993  | Stephen R. Benson                  | Arizona Republic                                  | Ses travaux de l'année précédente |
| 1994  | Michael Ramirez                    | The Commercial Appeal                             | Ses dessins d'actualité incisifs |
| 1995  | Mike Luckovich                     | Atlanta Constitution                              | Ses dessins de l'année précédente |
| 1996  | Jim Morin                          | Miami Herald                                      | Ses dessins de l'année précédente |
| 1997  | Walt Handelsman                    | The Times-Picayune                                | Ses dessins de l'année précédente |
| 1998  | Steve Breen                        | Asbury Park Press                                 | Ses dessins de l'année précédente |
| 1999  | David Horsey                       | Seattle Post-Intelligencer                        | Ses dessins de l'année précédente |
| 2000  | Joel Pett                          | Lexington Herald-Leader                           | Ses dessins de l'année précédente |
| 2001  | Ann Telnaes                        | Los Angeles Times Syndicate                       | Ses dessins de l'année précédente |
| 2002  | Clay Bennett                       | Christian Science Monitor                         | Ses dessins de l'année précédente |
| 2003  | David Horsey                       | Seattle Post-Intelligencer                        | Ses dessins perspicaces exécutés avec un style propre et un grand sens de l'humour |
| 2004  | Matt Davies                        | The Journal News (White Plains)                   | Ses dessins perçants couvrant un large éventail de sujet, exécutés dans un style neuf et original |
| 2005  | Nick Anderson                      | The Courier-Journal (Louisville)                  | Son style très original qui permet de faire passer des messages profonds et puissants |
| 2006  | Mike Luckovich                     | Atlanta Journal-Constitution                      | Ses dessins puissants couvrant un large éventail de sujets, exécutés dans un style simple mais perçant                                                                                                   |
| 2007  | Walt Handelsman                    | Newsday                                           | Ses dessins austères et raffinés et son usage impressionnant d'animations farfelues |
| 2008  | Michael Ramirez                    | Investor's Business Daily                         | Ses dessins provocateurs fondés sur l'originalité, l'humour et travail artistique minutieux |
| 2009  | Steve Breen                        | San Diego Union-Tribune                           | Son usage habile d'un style classique afin de produire des dessins aux sujets variés qui attirent le lecteurs avec force, clarté et humour                                                               |
| 2010  | Mark Fiore                         | SFGate.com                                        | Ses dessins de presse animés (…) où son esprit mordant, ses longues recherches et sa capacité à traiter de sujets complexes fixent très haut la barre d'une nouvelle forme de commentaire journalistique |
| 2011  | Mike Keefe                         | The Denver Post                                   | Ses dessins de presse très variés utilisant un style relâché et expressif pour faire passer des messages forts et subtils                                                                                |
| 2012  | Matt Wuerker                       | Politico                                          | Ses dessins invariablement neufs et drôles, particulièrement remarquables dans leur satire du conflit partisan qui engloutit Washington »                                                                |
| 2013  | Steve Sack                         | Star Tribune                                      | La polyvalence de ses dessins et l'utilisation d'un style original et d'idées astucieuses pour faire passer un point de vue inimitable                                                                   |
| 2014  | Kevin Siers                        | The Charlotte Observer                            | Ses dessins provocants dessinés avec un esprit acéré et un style audacieusement artistique |
| 2015  | Adam Zyglis                        | The Buffalo News                                  | Ses images fortes qui marquent les lecteurs tout en apportant du sens en peu de mots |
| 2016  | Jack Ohman                         | The Sacramento Bee                                | Des dessins qui apportent un regard tristement ironique au moyen d'un style sophistiqué qui associe un trait audacieux à des couleurs et textures subtiles.                                              |
| 2017  | Jim Morin                          | Miami Herald                                      | Des dessins de presses qui fournissent des points de vue acéré via un graphisme sans faille, une prose mordante et un esprit vif.                                                                        |
| 2018  | Jake Halpern (en) et Michael Sloan | The New York Times                                | Pour leur série puissamment émouvante qui chroniquait, sous une forme narrative graphique, la lutte quotidienne d'une vraie famille et réfugiés et leur peur de la déportation.                          |
| 2019  | Darrin Bell                        | Dessinateur indépendant                           | |
| 2020  | Barry Blitt                        | The New Yorker                                    | |
| 2021  | Non décerné                        |                                                   | |